# Ärar
Ärar (von lateinisch aerarium) ist eine alte, heute ungebräuchliche Bezeichnung für das materielle und immaterielle Vermögen eines Staates oder einer Körperschaft. Hierunter zählen neben Gebäuden, Grundstücken und Goldreserven auch staatliche Monopole. Ein heute üblicherer Begriff hierfür ist Fiskus. Ärarisch bedeutet staatlich, früher zuweilen auch volkseigen.

## Österreich

### Hofärar
In Österreich-Ungarn wurde der Begriff Hofärar für staatliches Eigentum verwendet, das vom Kaiserhaus genutzt und verwaltet wurde. Dazu zählte z. B. die kaiserliche Sommerresidenz in Wien, das Schloss Schönbrunn. Von den Habsburgern wurden Hofärar, Familieneigentum und Privateigentum einzelner Familienmitglieder immer streng getrennt gehalten.
Das im heutigen Österreich (ohne das Burgenland) befindliche Hofärar wurde vom 12. November 1918 an, als die Republik ausgerufen wurde und darum der Hof seine staatlichen Funktionen verlor, vom neuen Staat Deutschösterreich übernommen und von der Staatsregierung verwaltet. Mit dem Habsburgergesetz vom 3. April 1919 übernahm der neue Staat, ab Oktober 1919 Republik Österreich, auch den Fideikommiss der früheren Herrscherfamilie Habsburg-Lothringen (Familienfonds des Allerhöchsten Erzhauses), z. B. Schloss Eckartsau. Persönliches Privateigentum von Familienmitgliedern wie z. B. die Kaiservilla in Bad Ischl blieb in deren Eigentum.

### Militär-Ärar
Beim österreichisch-ungarischen Militär wurden alle vom Staat gelieferten Ausrüstungsteile sowie dem Staat gehörende Kasernen und Liegenschaften als ärarisch bezeichnet.

### Montan-Ärar und Salinen-Ärar
Das k.k. Montanärar war die staatliche Bergbauverwaltung. Diese wurde schon zu Monarchiezeiten gutteils privatisiert. Das k.k. Salinenärar war die Verwaltung der Saline Hall in Tirol und im Salzkammergut. Sie wurde die Österreichische Salinenverwaltung, Österreichische Salinen AG, heute Salinen Austria.

### Forst-Ärar
Die Forstverwaltung war das k.k. Forstaerar, aus dem die Österreichischen Bundesforste entstanden.

## Kirchenärar
Das Kirchenärar umfasst neben dem Kirchengebäude das zur Bestreitung der Kosten des Gottesdienstes und für die Unterhaltung des Kirchengebäudes oder der Stifts- oder Klostergebäude bestimmte Vermögen einer Kirche, eines Stifts oder eines Klosters.